# Stele von İspekçür

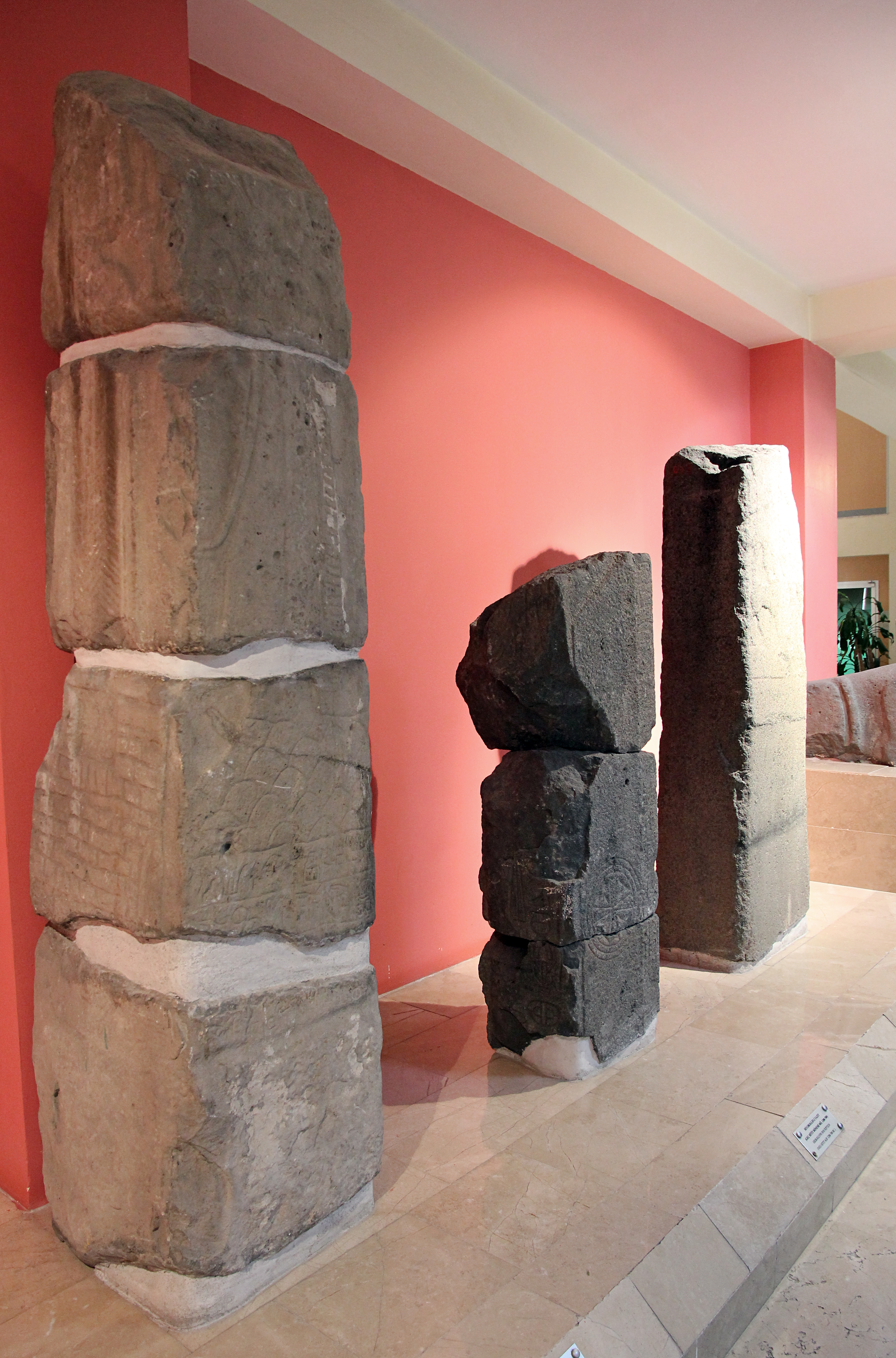
Stele von İspekçür (links)

Die Stele von İspekçür (auch İspekçir) ist ein späthethitisches Monument aus der Zentraltürkei mit Reliefs und Resten einer Inschrift in luwischen Hieroglyphen. Sie ist im Archäologischen Museum Sivas ausgestellt und hat die Inventarnummer 342. Sie ist vermutlich im 11. oder 10. Jahrhundert v. Chr. entstanden und wird dem Königreich Melid zugeordnet. 

## Forschungsgeschichte
Die Stele wurde 1907 von den Mitgliedern der Cornell-Expedition nach Kleinasien und in den assyro-babylonischen Orient (der Cornell University) im Dorf Yeşiltaş, früher İspekçür, im Bezirk Darende der türkischen Provinz Malatya entdeckt. Der Ort liegt am linken, nördlichen Ufer des Tohma etwa 20 Kilometer stromabwärts von Darende, wo ebenfalls eine derartige Stele gefunden wurde. Nach den Aussagen der Dorfbewohner stammte sie von der Zitadelle des Ortes. Sie war in vier Teile zerbrochen, die im Dorf verteilt waren und als Mörser zum Zerstampfen von Getreide genutzt wurden. Der Fund wurde im Bericht der Expedition Hittite Inscriptions 1911 veröffentlicht. Als der Altorientalist Ignace Gelb 1935 Sivas besuchte, befand sich die Stele bereits seit einigen Jahren in der dortigen Gök-Medrese, von wo sie über verschiedene Zwischenstationen ins heutige Archäologische Museum der Stadt gelangte. Von Gelb stammte auch die nächste Publikation. Die erste Veröffentlichung des Textes erfolgte 1958 und nochmals 1975 durch den italienischen Philologen Piero Meriggi. Der vorderasiatische Archäologe Winfried Orthmann befasste sich 1971 in seinen Untersuchungen zur späthethitischen Kunst eingehend mit den Skulpturen, ebenso der Archäologe Rudolf Naumann in einem Aufsatz von 1973. Schließlich nahm der britische Hethitologe John David Hawkins die Stele 2000 mit neuer Übersetzung in sein Corpus of Hieroglyphic Luwian Inscriptions auf.

## Beschreibung
Die aus vier Teilen zusammengesetzte Stele hat eine Höhe von 2,27 Metern, eine durchschnittliche Breite wie Tiefe von 46 Zentimetern. Sie ist an drei Seiten mit Reliefs und Inschriften versehen, die Rückseite ist unbearbeitet. Die Reliefs sind relativ flach ausgeführt, die Schrift ist eingraviert, mit Ausnahme von zwei Zeichen auf der rechten Seite, die erhaben ausgeführt sind.

### Reliefs
Die linke Seite zeigt das Bild einer nach rechts gewandten weiblichen Gestalt. Sie ist mit einem langen Gewand mit Fransen bekleidet und trägt auf dem Kopf einen Polos, von dem ein Schleier über die Schultern herabhängt. Ihre Schuhe sind nur zum Teil erhalten, hatten aber wahrscheinlich, wie die der beiden anderen Figuren, hochgebogene Spitzen. In der erhobenen linken Hand hält sie eine Schale. Sie steht auf einer Wand aus Mauerwerk mit einem Tor, also einer Stadtmauer. Auf der Mauer ist eine Art Schild zu sehen mit nicht mehr erkennbaren Schriftzeichen. Auf der Frontseite ist ein bartloser, nach rechts gewandter Mann abgebildet. Sein Haar ist im Nacken aufgerollt. In der rechten Hand hält er einen Lituus, die linke ist erhoben und zum Mund gerichtet. Er steht auf einer Berglandschaft. Auf der rechten Seite ist eine nach links gewandte, männliche Gestalt abgebildet. Seine Haare sind im Nacken zusammengebunden, die Kleidung ist die gleiche wie bei den beiden anderen. Er hält den Lituus in der linken Hand, die rechte gießt eine Flüssigkeit aus einem Libationsgefäß in einen zweihenkligen, vor seinen Füßen stehenden Krug. Er steht auf dem Rücken eines nach links gehenden Stiers. Aufgrund des Stils und der Inschrift sieht Orthmann die Stele in Verbindung mit der Bildkunst von Malatya. Die Abgebildeten sind wahrscheinlich der König Arnuwantis von Melid, möglicherweise sein Enkel sowie seine Ehefrau.

### Inschriften
Unterhalb der Skulpturen befinden sich auf allen drei Seiten Inschriften in luwischen Hieroglyphen. Es ist kein umlaufender Text, sondern mindestens zwei abgeschlossene Inschriften. Sie befinden sich an der Bruchstelle zwischen den beiden unteren Fragmenten der Stele, sodass einige Teile der Zeichen fehlen. 
Die linke Seite enthielt wahrscheinlich drei Zeilen, von denen die obere rechtsläufig zu sein scheint. Auf dem unteren Bruchstück ist die letzte Zeile ebenso als rechtsläufig zu erkennen, Reste von dazwischenliegenden Zeilen sollten also wohl die linksläufige zweite Zeile darstellen. Erwähnt wird der König Arnuwantis, möglicherweise auch seine Frau, die dann wohl die im Relief Dargestellte wäre.
Der Text der Frontseite beginnt rechts oben linksläufig und verläuft bustrophedon weiter über die nächste und Reste der dritten Zeile. Die letzte Zeile, auf dem unteren Fragment, ist wieder rechtsläufig, scheint also die vierte zu sein. Sie setzte sich möglicherweise auf der dritten Seite fort. Hier stellt sich Arnuwantis als Enkel von Kuzi-Teššub und Sohn von PUGNUS-mili, dem Landesherrn von Melizi (luwisch für Melid) vor.
In der einzeiligen Inschrift auf der rechten Seite, vielleicht der Fortsetzung von der Frontseite, wird „Arnuwantis, der Enkel“ genannt. Ob es der gleiche ist wie auf der Vorderseite oder ob hier ein Enkel des ersteren gemeint ist, bleibt unklar.
Über dem Kopf der Figur auf der rechten Seite sind noch zwei einzelne Hieroglyphen (-si-sa) erkennbar, die darauf hindeuten, dass über den Figuren im verlorenen Teil der Stele eine weitere Inschrift angebracht war. Die beiden Zeichen sind nicht wie die anderen eingraviert, sondern in erhabenem Relief gearbeitet.

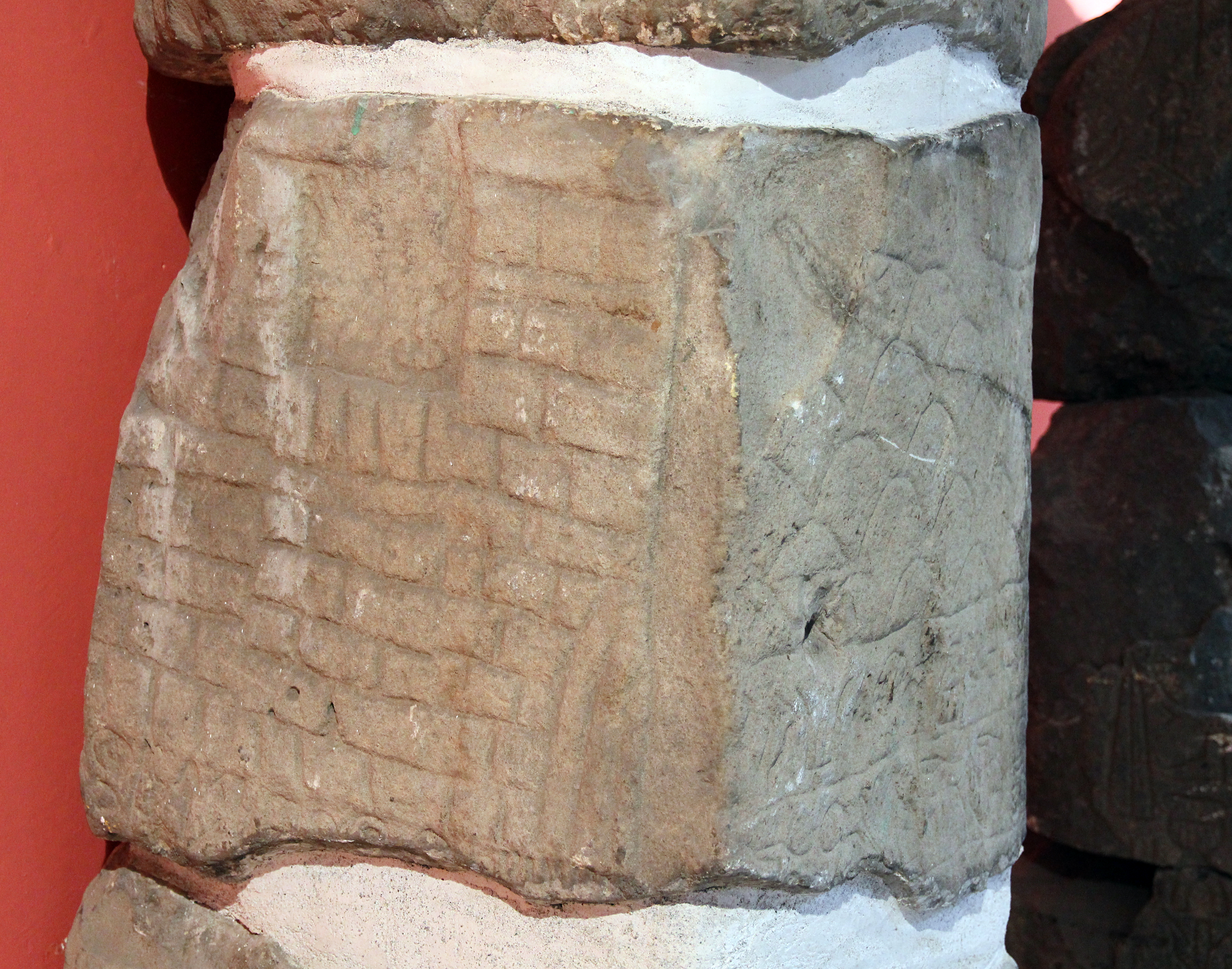
Sockelflächen der Skulpturen links und vorn
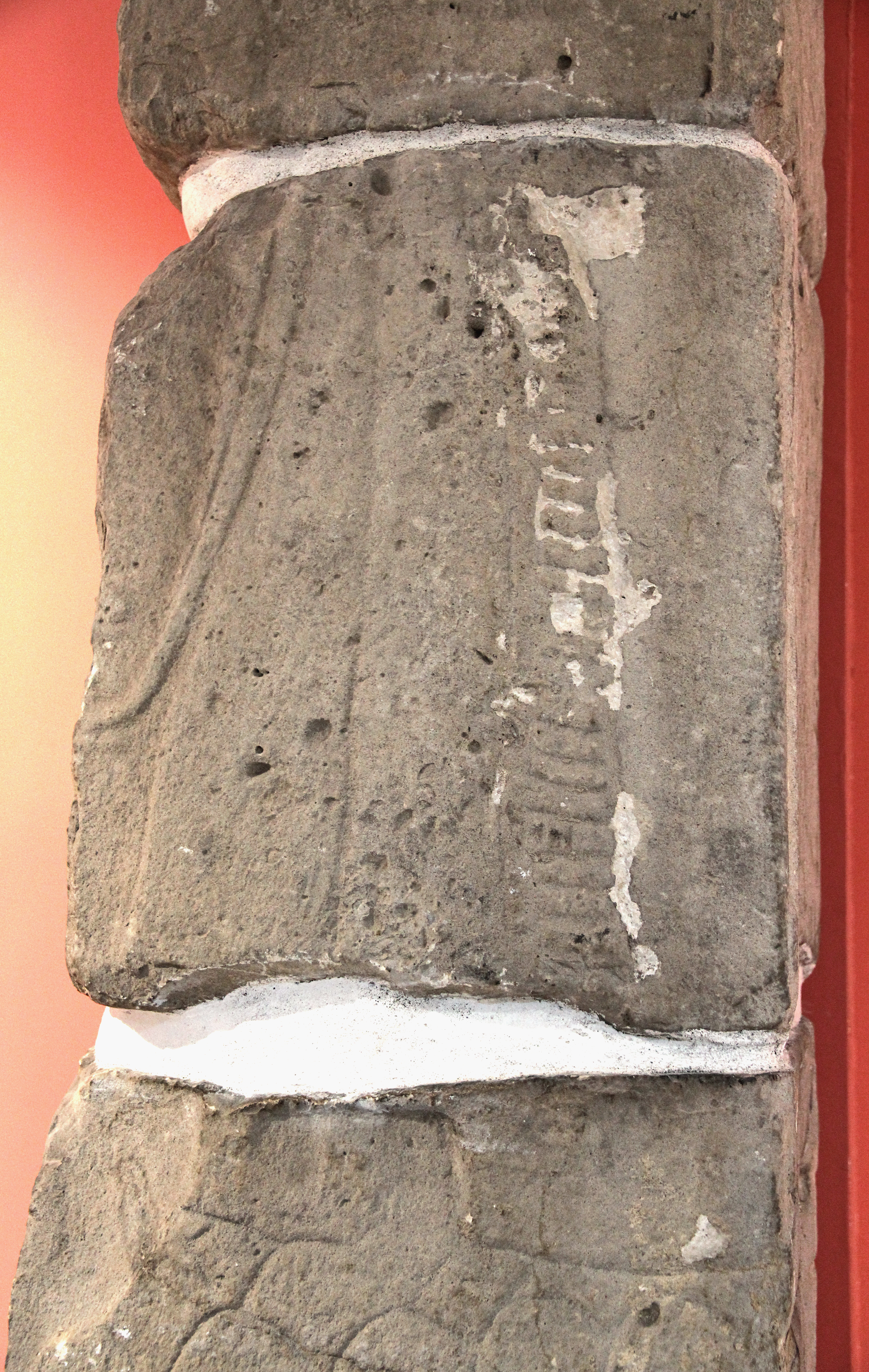
Frontseite Körper
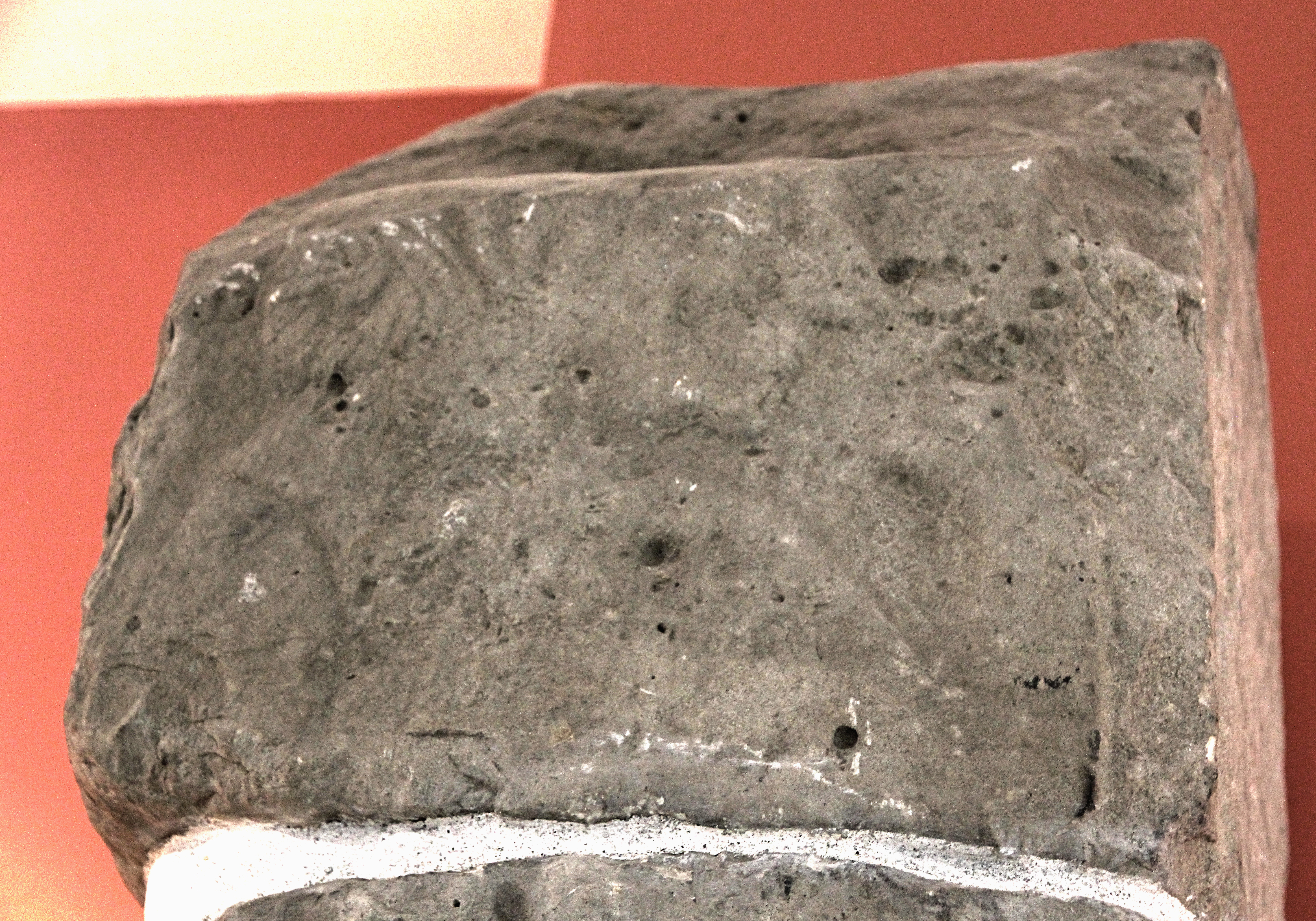
Frontseite Kopfteil
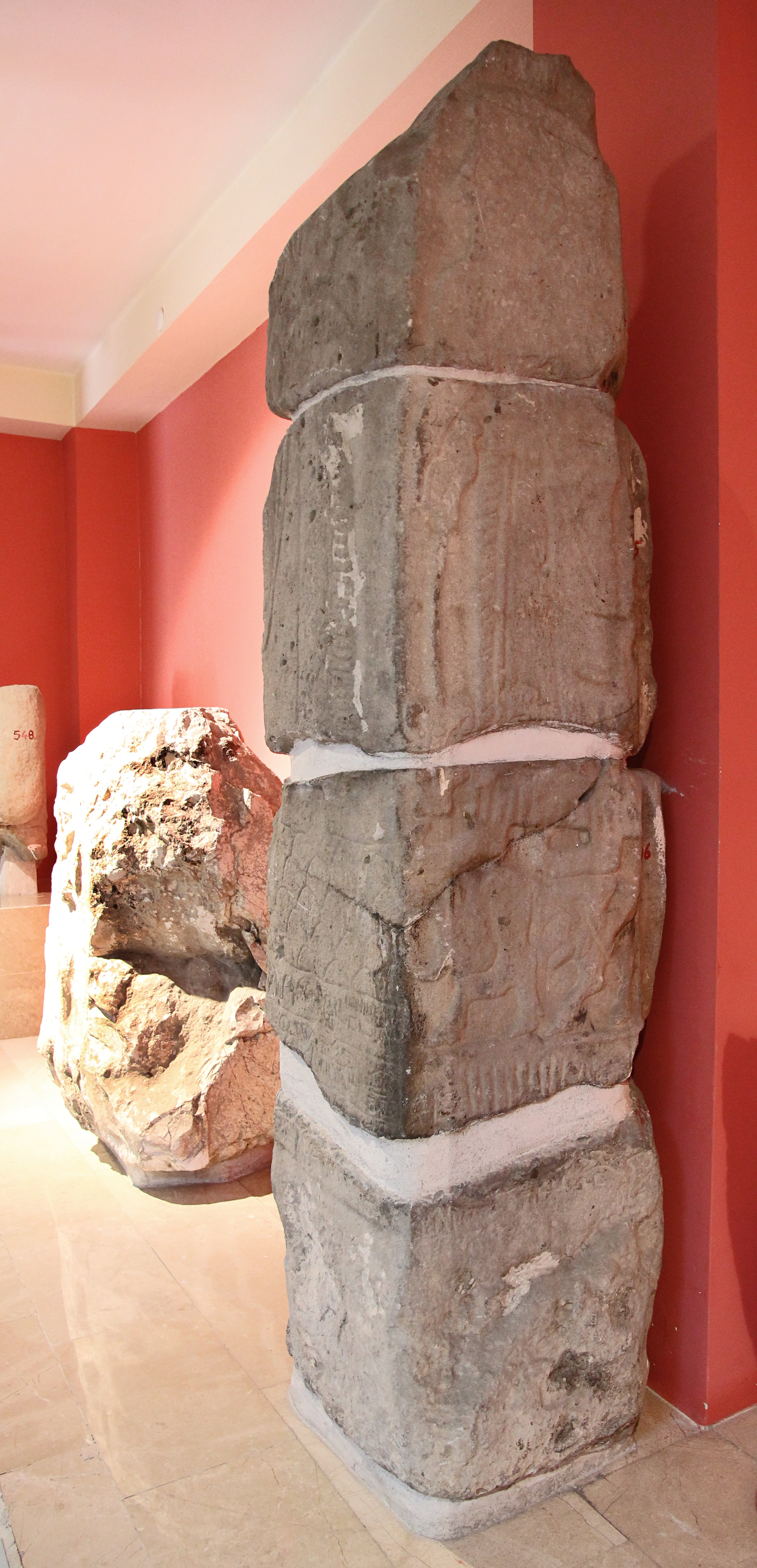
Rechte Seite

## Datierung
Arnuwantis (I.) wird im Text als Enkel von Kuzi-Teššub vorgestellt, der im 12. Jahrhundert v. Chr. König von Karkemiš war. Auch wenn es sich bei „Arnuwantis, dem Enkel“ um Arnuwantis II. und somit Enkel des erstgenannten handeln sollte, bedeutet dies ein relativ frühes Datum für die Stele. Hawkins vermutet ihre Entstehung im späten 11. oder frühen 10. Jahrhundert v. Chr. Diese Einschätzung wird auch von Orthmann durch stilistische Analysen bestätigt.
Die gleiche Generationenfolge wird auf der Stele von Darende beschrieben.